# Eois zenobia
Eois zenobia är en fjärilsart som beskrevs av William Schaus 1912. Eois zenobia ingår i släktet Eois och familjen mätare. Inga underarter finns listade i Catalogue of Life.